# Kasyapa (hindoeïsme)

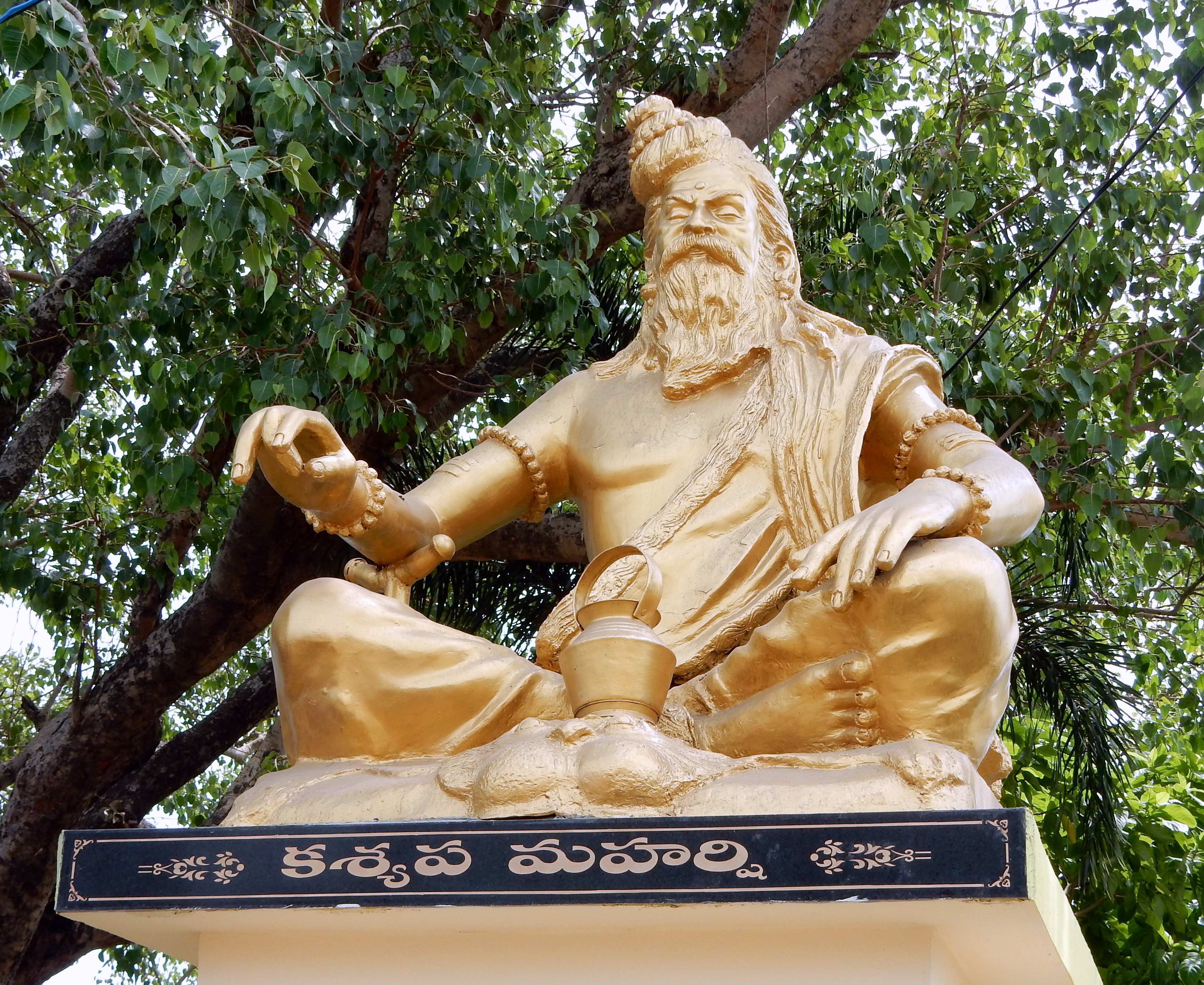
Kashyapa standbeeld in Andhra Pradesh

Kasyapa, Kashyapa of Kassapa (schildpad) is in het hindoeïsme een van de rishi's (wijzen), vader van de deva's, asura's, naga's en het mensdom. Hij is gehuwd met Aditi, waarmee hij de vader van Agni en Aditya is. Kasyapa is de zoon van Marichi, een van de Prajapati's of scheppers van de mensheid. Naast Aditi heeft Kasyapa ook Diti, Danu, Arisri, Anayusa, Kasa, Surabhi, Ira, Parwa, Mrgi, Krodhawasya, Tamra, Vinata en Kadru als echtgenote. De aardgodin Bhumidevi is zijn dochter. De andere rishi's zijn: Atri, Vashistha, Vishvamitra, Jamadagni, Bharadwaja en Gotama.

## Diti en Aditi
Kasyapa heeft veertien vrouwen, waaronder Aditi en Diti. Via Aditi worden twaalf goden, die voorheen de Tushita's heetten, wedergeboren. In het begin van de kalpa moeten twaalf Jaya's in elke manvantara tot de zevende worden herboren. Ze worden de Aditya's: 
- Vishnu
- Sakra
- Aryaman
- Dhuti
- Twastri
- Pushan
- Vivasvat
- Savitri
- Mitra
- Varuna
- Ansa
- Bhaga

Bij Diti heeft Kasyapa twee zonen: Hiranyakasipu en Hiranyaksha. Vishnu incarneert als zoon van Aditi om hen te vernietigen. In zijn avatara Narasimha doodt Vishnoe Hiranyakasipu (de eerste incarnatie van Ravana). De zonen van Diti worden de Daitya's genoemd. Ook Hayagriva en Prahlada (de zoon van Hiranyakasipu) waren daitya's.

## Vinata en Kadru
De verhalen over Vinata, Kadru, de geboorte en de daden van Garoeda worden verteld in de Adi Parva (eerste boek), de Oudjavaanse bewerking van het eerste deel van de Mahabharata, waarschijnlijk uit de 10e eeuw. Kasyapa is ook gehuwd met Vinata en Kadru, dochters van Daksha. Kadru legt duizend eieren, waaruit naga's (slangen) voortkomen en uit Vinata's twee eieren worden Aruna (de wagenmenner van Aditya Surya, de zon) en Garoeda (de adelaar of vogelmens, het rijdier van Vishnoe) geboren. Kadru's oudste zoon is Sesha Ananta (Anantabboga), waar Vishnoe op rust op de oceaan van melk. Kadru's tweede zoon is Vasuki, waarmee de Mandara in beweging wordt gebracht om de oceaan van melk te karnen. Haar derde zoon is Taksaka of Airavata, de witte olifant, het rijdier van Indra.

## Kashmir
Kashmir zou naar Kasyapa zijn vernoemd.